# Cieux (Haute-Vienne)
Cieux é uma comuna francesa na região administrativa da Nova Aquitânia, no departamento de Alto Vienne. Estende-se por uma área de 41,06 km². Em 2010 a comuna tinha 1 006 habitantes (densidade: 24,5 hab./km²).